# Powiat Nakashima (Aichi)
Powiat Nakashima (jap. 中島郡 Nakashima-gun) – dawny powiat w Japonii, w prefekturze Aichi. W 2005 roku liczył 36 077 mieszkańców.

## Historia[2]

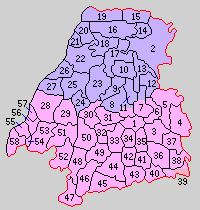
Powiat Nakashima (1–58 – 1889 r.)

W pierwszym roku okresu Meiji na terenie powiatu znajdowały się 164 wioski. Powiat został założony 20 grudnia 1878 roku. Wraz z utworzeniem nowego systemu administracyjnego 1 kwietnia 1889 roku powiat Nakashima został podzielony na 2 miejscowości oraz 56 wioski.
- 13 września 1894 – wioska Oku zdobyła status miejscowości. (3 miejscowości, 55 wiosek)
- 24 lutego 1896 – wioska Okoshi zdobyła status miejscowości. (4 miejscowości, 54 wioski)
- 20 kwietnia 1896 – wioska Hagiwara zdobyła status miejscowości. (5 miejscowości, 53 wioski)
- 17 sierpnia 1896 – wioska Sobue zdobyła status miejscowości. (6 miejscowości, 52 wioski)
- 21 sierpnia 1899 – część wioski Kaimei została przeniesiona do wioski Kanbe.
- 15 maja 1901 – w wyniku połączenia wiosek Kitajima i Tamada powstała wioska Shimada. (6 miejscowości, 51 wiosek)
- 12 października 1901 – w wyniku połączenia wiosek Hikaridō i Shigō powstała wioska Hikarigō. (6 miejscowości, 50 wiosek)
- 25 kwietnia 1902: (6 miejscowości, 48 wiosek)
  - w wyniku połączenia wiosek Gogō, Ōtsuka i części wsi Umeshiro powstała wioska Ōe.
  - pozostała część Umeshiro została włączona w teren wsi Toyoda.
- 10 maja 1906 – miały miejsce następujące połączenia: (6 miejscowości, 8 wiosek)
  - miejscowość Sobue, wioski Marukō, Ryōnai, Makigawa, Yamazaki → miejscowość Sobue,
  - wioski Shimada, Okuda, Yotsuya, Kusakabe, Ichida → wioska Ōsato,
  - wioski Kanbe, Kaimei, Umayose (馬寄村) → wioska Imaise,
  - wioski Yūga, Kamisobue, Meichi, Tamano, Daitoku (część) → wioska Asahi,
  - miejscowość Okoshi, wioski Daitoku (część), Konobunakajima, Sanjō → miejscowość Okoshi,
  - wioski Makai, Jutsuchōno, Nishiunomoto, Yotsunuki, Shinmyōzu → wioska Nagaoka,
  - wioski Kokubu, Kataharaishiki (片原一色村), Hikarigō, Nishijima, Inagaya (część) → wioska Meiji,
  - wioski Inagaya (część), Miyake (część), Saneda, Yoshida, Toyoda, Ōe (część) → wioska Chiyoda,
  - miejscowość Inazawa, wioski Ōe (część), Ichiji, Kōnomiya, Yamagata, Orizumu (下津村), Nakashima (część), Inaho (część) → miejscowość Inazawa,
  - miejscowość Hagiwara, wioski Nakashima (część), Shinmei, Nikkō (część) → miejscowość Hagiwara,
  - wioski Kariyasuka, Nikkō (część), Inaho (część), Miwa, Myōkōji, Takai → wioska Kariyasuka,
  - wioski Rokuwa, Sōgawa, Inagaya (część), Miyake (część) → wioska Heiwa.
- 1 maja 1908 – wioska Kariyasuka zmieniła nazwę na Yamato.
- 1 października 1909 – część wioski Ōsato została włączona w teren miejscowości Kiyosu (z powiatu Nishikasugai).
- 1 września 1921 – miejscowość Ichinomiya zdobyła status miasta. (5 miejscowości, 8 wiosek)
- 10 maja 1941 – wioska Imaise zdobyła status miejscowości. (6 miejscowości, 7 wiosek)
- 1 marca 1951 – wioska Yamato zdobyła status miejscowości. (7 miejscowości, 6 wiosek)
- 1 kwietnia 1954 – wioska Heiwa zdobyła status miejscowości. (8 miejscowości, 5 wiosek)
- 1 stycznia 1955 – w wyniku połączenia miejscowości Okoshi i wioski Asahi powstało miasto Bisai. (7 miejscowości, 4 wioski)
- 1 kwietnia 1955: (3 miejscowości, 4 wioski)
  - miejscowości Yamato, Oku, Hagiwara i część Imaise zostały włączone w teren miasta Ichinomiya.
  - pozostała część miejscowości Imaise została włączona w teren miasta Bisai.
- 15 kwietnia 1955 – miejscowość Inazawa powiększyła się o teren wiosek Meiji, Chiyoda i Ōsato. (3 miejscowości, 1 wioska)
- 30 września 1956 – wioska Nagaoka została włączona do miejscowości Sobue. (3 miejscowości)
- 1 listopada 1958 – miejscowość Inazawa zdobyła status miasta. (2 miejscowości)
- 1 kwietnia 2005 – miejscowości Sobue i Heiwa zostały włączone do miasta Inazawa. W wyniku tego połączenia powiat został rozwiązany.